# Jacques Potier de Novion
Pour les articles homonymes, voir Potier et Novion (homonymie).
Pour les autres membres de la famille, voir Famille Potier.
Jacques Potier de Novion (1642 - 14 octobre 1709) est un prélat français du XVIIe siècle.

## Biographie
Ce prélat était de l'illustre famille Potier, qui a fourni dès le XVe siècle, des magistrats au parlement de Paris. Il était fils de Nicolas Potier de Novion, premier président dudit parlement, et de Catherine Gallard.
Pendant qu'il était en licence, il fut fait abbé du petit Cîteaux peu de temps après qu'il a pris le bonnet de docteur de Sorbonne, c'est-à-dire en 1674, le roi le nomma à l'évêché de Sisteron, le 21 novembre 1675. Potier de Novion prit possession de son évêché en 1677 et gouverna pendant sept ans.
Il fut transféré à l'évêché de Fréjus au mois de janvier 1680, mais le siège d'Évreux étant venu à vaquer, avant qu'il eût ses bulles, il fut pourvu de cet évêché en 1681, à la place de Louis-Joseph Adeymar de Grignan, qui passa à l'évêché de Carcassonne.

Jacques Potier de Novion en entrant dans l'évêché d'Évreux, pacifia quelques troubles qui avaient leur source dans la conduite de son prédécesseur : il eut soin de conserver la paix et il vécut dans une très grande intelligence avec le chapitre d'Évreux et tous son clergé, ne faisant rien que de concert avec ce corps, qui répondait à tous ses mouvements. 

« Mais d'abord qu'il commença de prêter l'oreille à certains brouillons, qui souffloient de toutes parts le feu de la discorde, afin de profiter du trouble, il entra dans un labyrinthe d'affaires, dans lesquelles il s'est trouvé successivement engagé pendant près de vingt ans, & dont la mort seule l'a pû débarrasser. »

— Pierre Le Brasseur, Histoire civile et ecclésiastique du comté d'Évreux
Il mourut à Évreux, paroisse Saint Denis le 14 octobre 1709, dans sa 67e année et fût inhumé le 17 octobre 1709 dans le cœur de la Cathédrale d'Évreux.